# Findern
Findern är en ort och civil parish i Storbritannien.   Den ligger i distriktet South Derbyshire i grevskapet Derbyshire i England, i den södra delen av landet, 180 km nordväst om huvudstaden London. Findern ligger 59 meter över havet och antalet invånare är 1 728.
Terrängen runt Findern är platt. Runt Findern är det tätbefolkat, med 762 invånare per kvadratkilometer. Närmaste större samhälle är Derby, 7,4 km nordost om Findern. Trakten runt Findern består till största delen av jordbruksmark.